# Magnesiumfosfat
Magnesiumfosfat är ett samlingsnamn för tre olika former av oorganiskt fosfat. I litteraturen råder anarki mellan olika beteckningar för den ena eller andra varianten. MgHPO4 med 1 väteatom kallas på engelska dibasic, Mg(H2PO4)2med 2 väteatomer kallas på engelska monobasic, och Mg3(PO4)2 utan något väte alls kallas tribasic.
- Magnesiumvätefosfat, MgHPO4, ibland benämnt magnesiumbifosfat.
- Magnesiumdivätefosfat, Mg(H2PO4)2, ibland benämnt monomagnesiumfosfat för att skilja det från trimagnesiumfosfat.
- Trimagnesiumfosfat, Mg3(PO4)2, ibland kallat amorft magnesiumfosfat, eller bara magnesiumfosfat.

Engelska
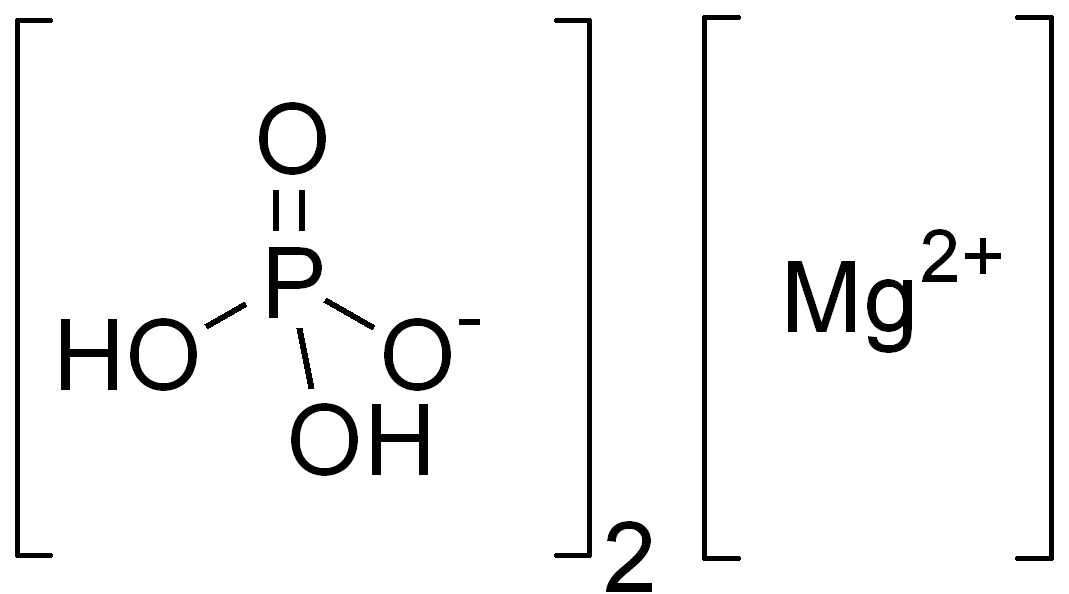
Magnesium phosphate monobasic
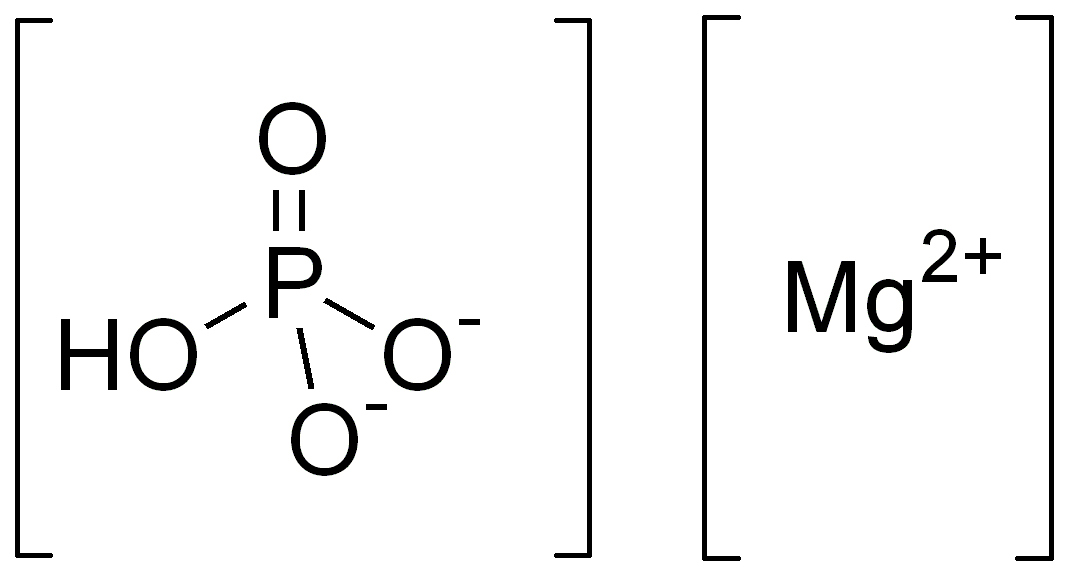
Magnesium phosphate dibasic
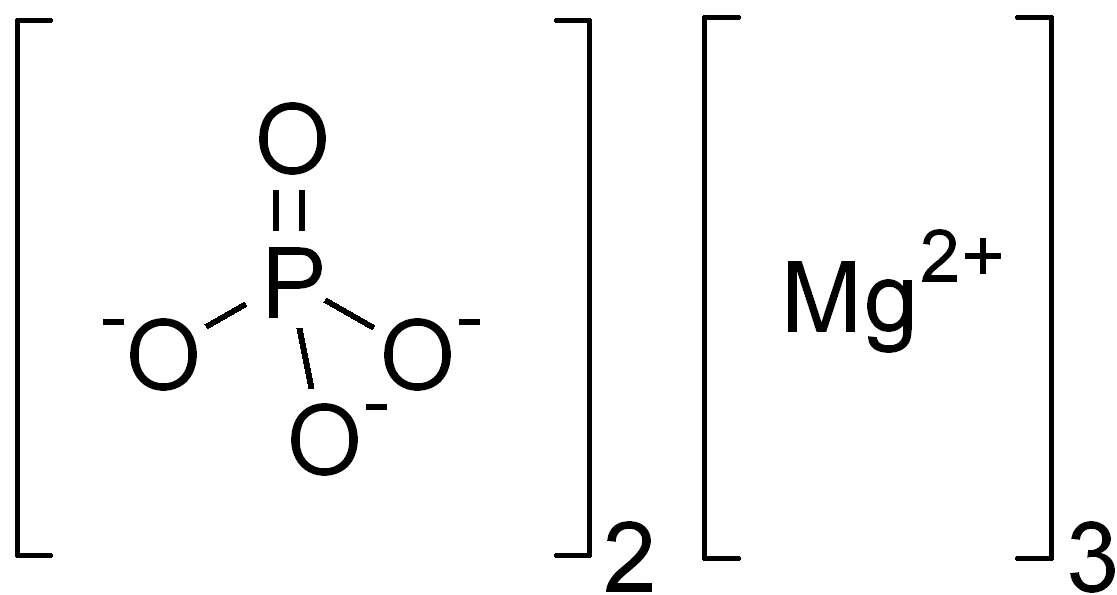
Magnesium phosphate tribasic

| Magnesiumvätefosfat                           |                                                                                 |
| Strukturformel                                |                                                                                 |
| Systematiskt namn                             | Magnesiumvätefosfat                                                             |
| Kemisk formel                                 | MgHPO4 (anhydrid)                                                               |
| Molmassa                                      | 120,2843 ± 0,0019 (anhydrid) (H 0,84 %, Mg 20,21 %, O 53,21 %, P 25,75 %) g/mol |
| CAS-nummer                                    | 7757-86-0 (anhydrid) 7782-74-4 (hydrat)                                         |
| Faror                                         |                                                                                 |
| Huvudfara                                     |                                                                                 |
| NFPA 704                                      | ?                                                                               |
| SI-enheter & STP används om ej annat angivits |                                                                                 |

| Magnesiumdivätefosfat                         |                                                                                 |
| Strukturformel                                |                                                                                 |
| Systematiskt namn                             | Magnesiumdivätefosfat                                                           |
| Kemisk formel                                 | Mg(H2PO4)2 (anhydrid)                                                           |
| Molmassa                                      | 218,2795 ± 0,0033 (anhydrid) (H 1,85 %, Mg 11.13 %, O 56,64 %, P 28,38 %) g/mol |
| CAS-nummer                                    | 13092-65-5 (anhydrid) 15609-87-7 (hydrat)                                       |
| Faror                                         |                                                                                 |
| Huvudfara                                     |                                                                                 |
| NFPA 704                                      | ?                                                                               |
| SI-enheter & STP används om ej annat angivits |                                                                                 |

| Trimagnesiumfosfat                            |                                                                                                |
| Strukturformel · Trimagnesiumfosfat           |                                                                                                |
| Systematiskt namn                             | Trimagnesiumdifosfat                                                                           |
| Kemisk formel                                 | Mg3(PO4)2                                                                                      |
| Molmassa                                      | 262,8577 ± 0,0042 (Anhydrid) (Mg 27,74 %, O 48,69 %, P 23,57 %) g/mol                          |
| Utseende                                      | Vitt, kornigt pulver (amorft)                                                                  |
| CAS-nummer                                    | 7757-87-1 (anhydrid) 53408-95-0 (tetrahydrat) 10233-87-1 (pentahydrat) 13446-23-6 (octahydrat) |
| Faror                                         |                                                                                                |
| Huvudfara                                     |                                                                                                |
| NFPA 704                                      | ?                                                                                              |
| SI-enheter & STP används om ej annat angivits |                                                                                                |

## Användning
Alla tre slagen magnesiumfosfatjoner kan förekomma samtidigt i vattenlösning i varierande proportioner.
Använt som surhetsreglerande medel får de tre fosfaten E-nummer-beteckningarna E343i (mono-), E343ii (di-) resp E343iii (tri-)fosfat. Acceptabelt dagligt intag (ADI) har hittills varit 70 mg/kg kroppsvikt. På senare tid har fosfaters eventuella hälsofarlighet ifrågasatts, och alla slags fosfaters eventuella hälsofarlighet är under utredning av EFSA.
Medicinsk användning är som milt laxermedel och vid behandling av överskott av saltsyra i magsäcken som kan vara orsak till halsbränna.
Magnesiumfosfat är en viktig beståndsdel i skelettet.

## Förekomst i naturen
Några i naturen förekommande mineral är:
- Trimagnesiumfosfat kan finnas i form av flera olika  hydrat Mg3(PO4)2·n(H2O), där n kan vara 4, 5 eller 8. Mineralet bobierrit är exempel på ett sådant octahydrat med n = 8.
- Newberyit, MgH2(PO4)2·3(H2O) finns i Australien.
- Struvit, ammoniummagnesiumfosfat  (NH)4Mg(PO)4·6(H2O) kan finnas i urin från både människor och andra djur.

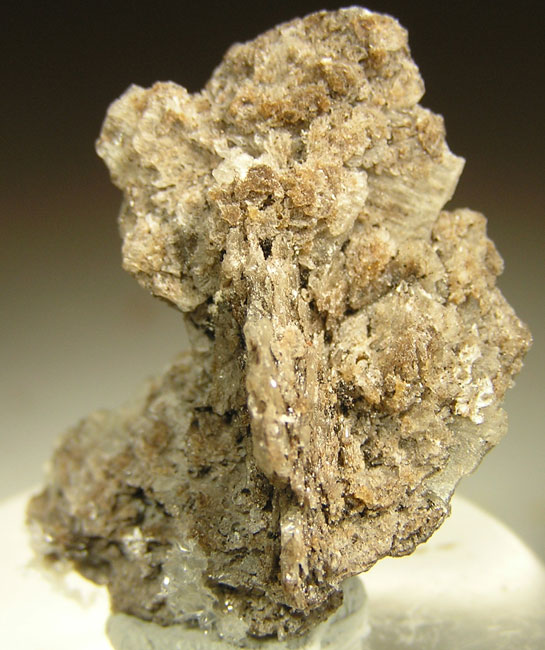
Newberyit
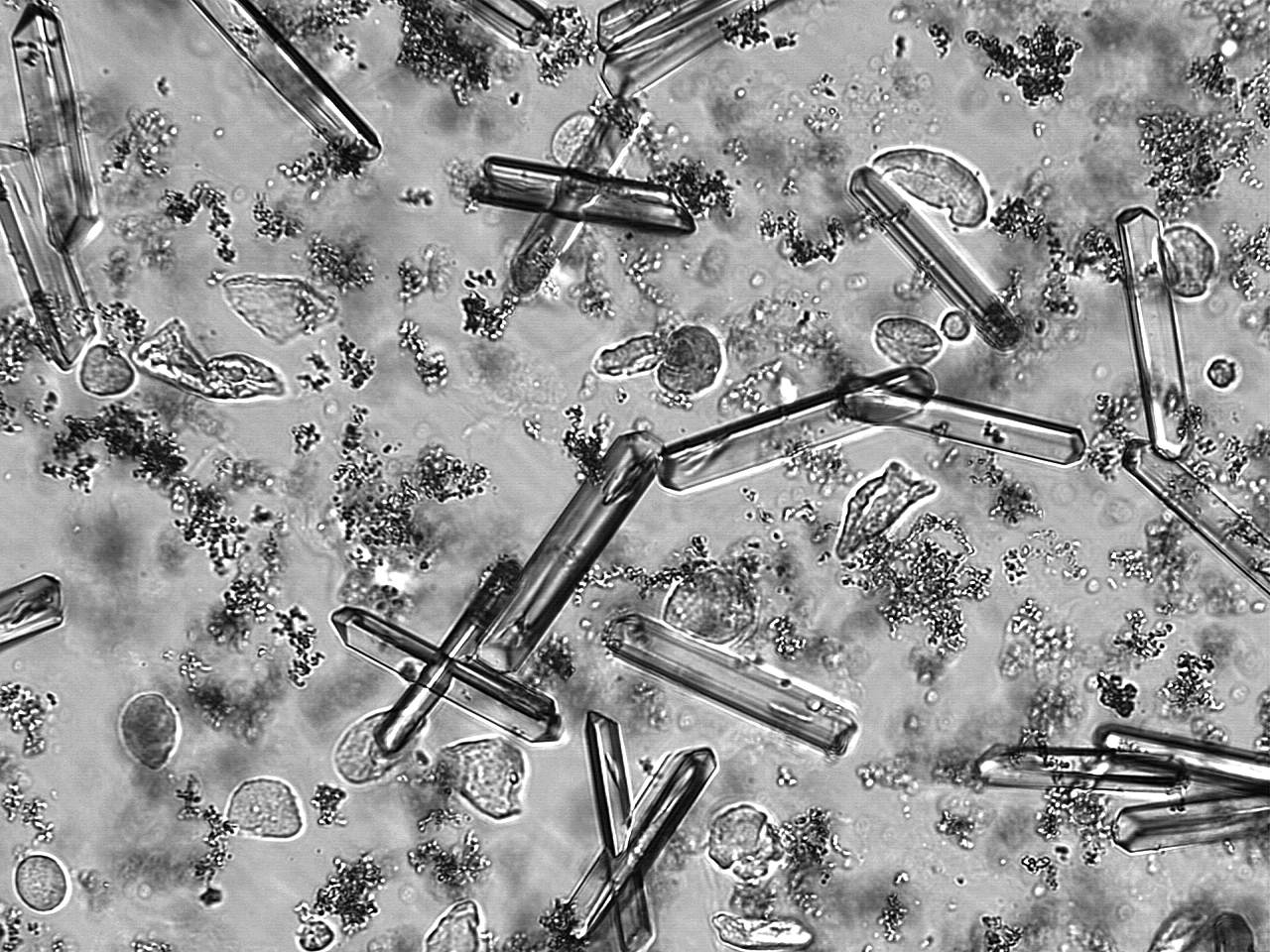
Struvitkristaller i människourin
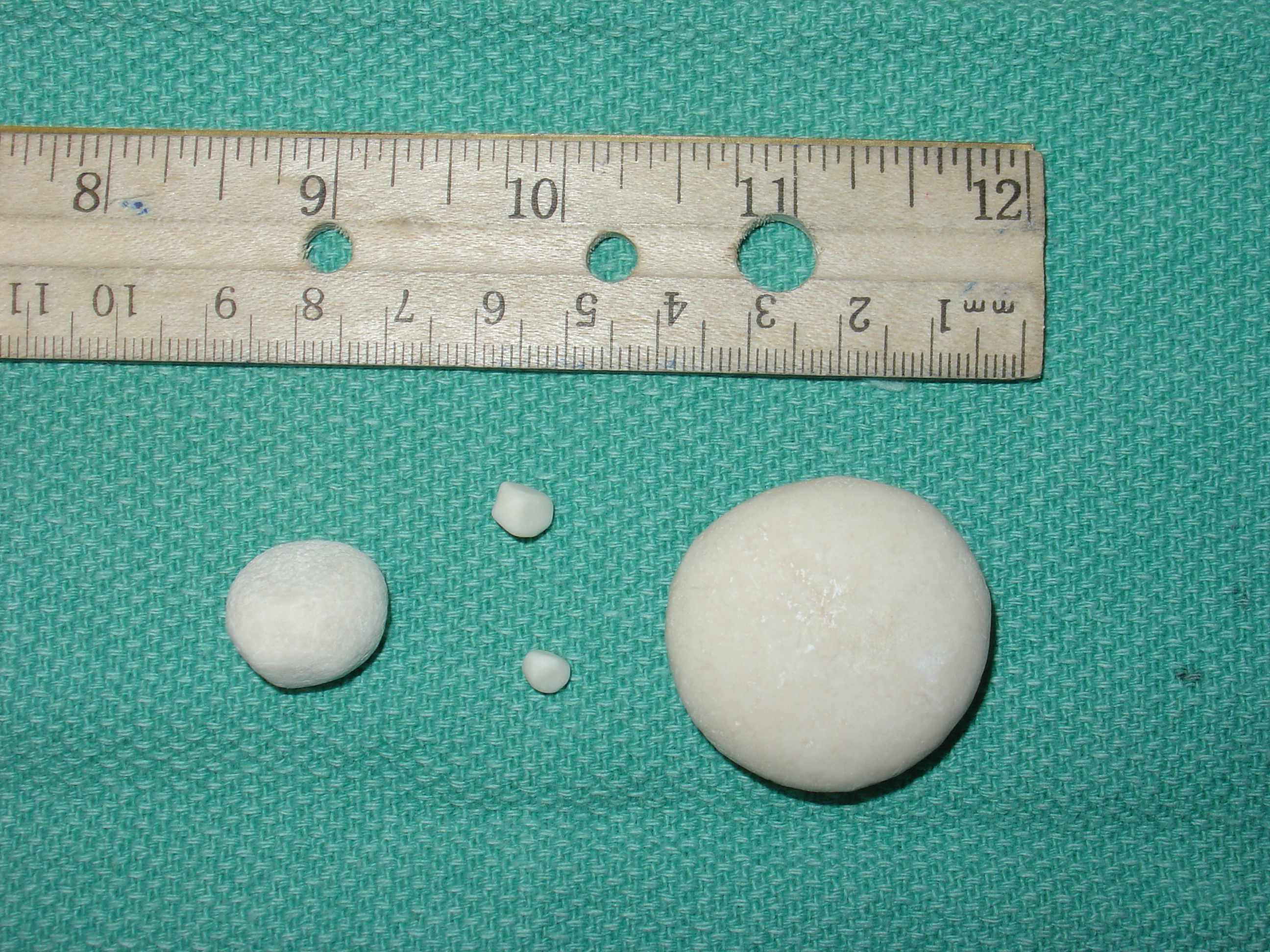
Blåssten av struvit hos hund
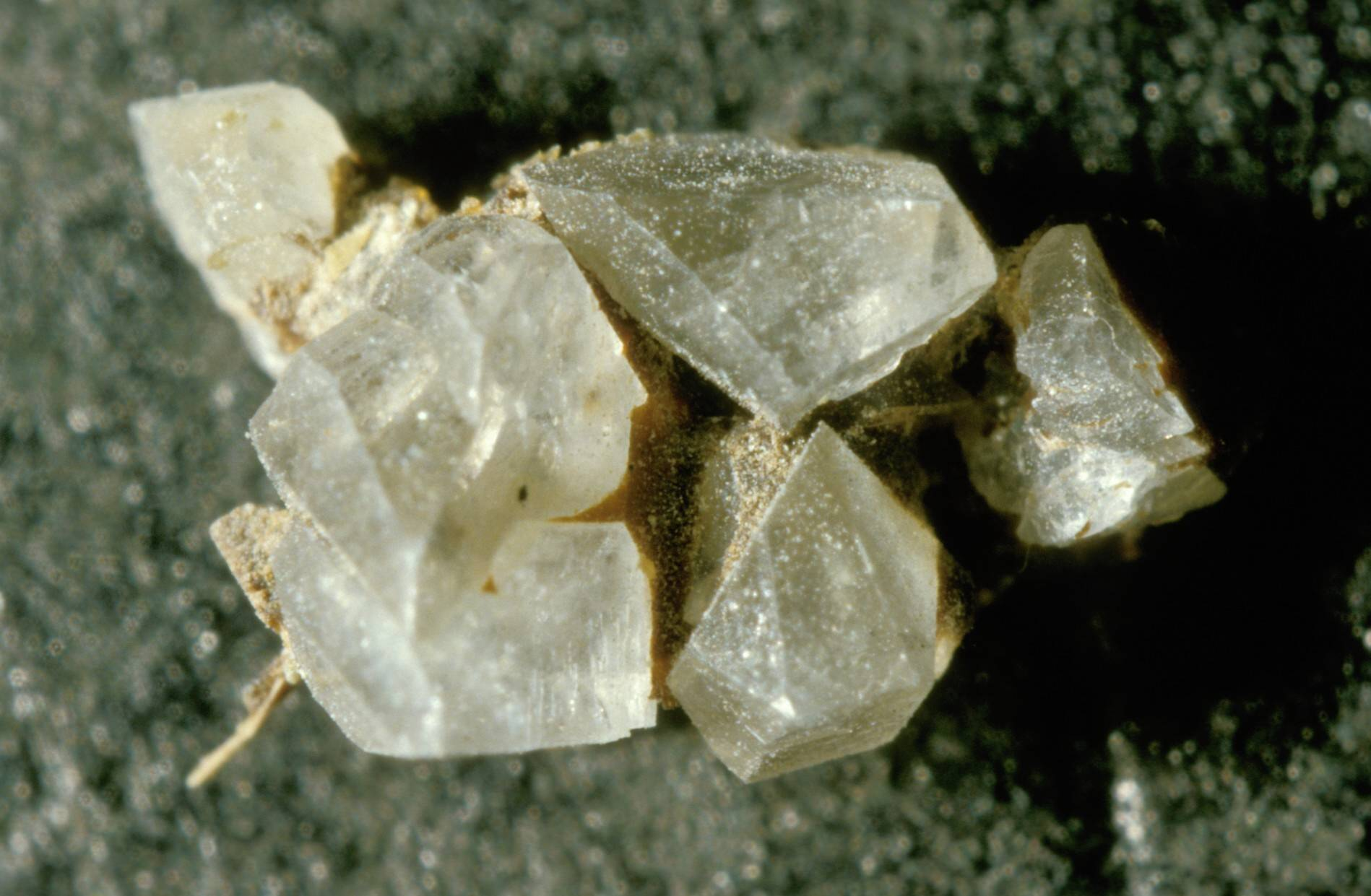
Struvitkristaller